# Malomîhailivka, Pokrovske
Malomîhailivka (în ucraineană Маломихайлівка) este localitatea de reședință a comunei Malomîhailivka din raionul Pokrovske, regiunea Dnipropetrovsk, Ucraina.

## Demografie
Componența lingvistică a localității Malomîhailivka
     Ucraineană (97,07%)
     Rusă (2,37%)
     Alte limbi (0,2%)
Conform recensământului din 2001, majoritatea populației localității Malomîhailivka era vorbitoare de ucraineană (97,07%), existând în minoritate și vorbitori de rusă (2,37%).